# Арекі (стадіон)
Міський стадіон Арекі (італ. Stadio comunale Arechi) — найбільша спортивна арена міста Салерно. Розташована на околиці міста на вулиці Сальвадора Альєнде. На стадіоні проводить домашні матчі футбольна команда «Салернітана».

## Історія
Стадіон названий на честь Арехіза II, принца і герцога лангобардів, що жив в VIII столітті і що переніс двір свого герцогстваu з Беневенто до Салерно і, таким чином, реорганізував міську і оборонну структуру міста.
Будівництво стадіону розпочато в 1988 році і закінчилася в 1990 році, стало необхідним у результаті незадовільного стану старого стадіону, на якому до цього грала «Салернітана», стадіоні Донато Вестуті. У 1988 році УЄФА дав дозвіл на використання коштів з фонду «Італія 90», щоб побудувати новий стадіон у місті Салерно. Вже на початку вісімдесятих років вболівальники вимагали на акціях протесту, щоб вирішити питання про стадіон Салерно: проблема була таким чином вирішена шляхом будівництва цієї нової арени.
Споруда була відкрита у вересні 1990 і дебютувала в матчі проти «Падови» (0:0), що ознаменувало повернення «Салернітани» після 23 років до Серії B. У 1998 році, після того, як команда вийшла до Серії А, була проведена реконструкція.
У березні 2014 року «Салернітана» підписала угоду з муніципалітетом міста Салерно про реконструкцію стадіону на період до 2020 року.

## Технічні дані

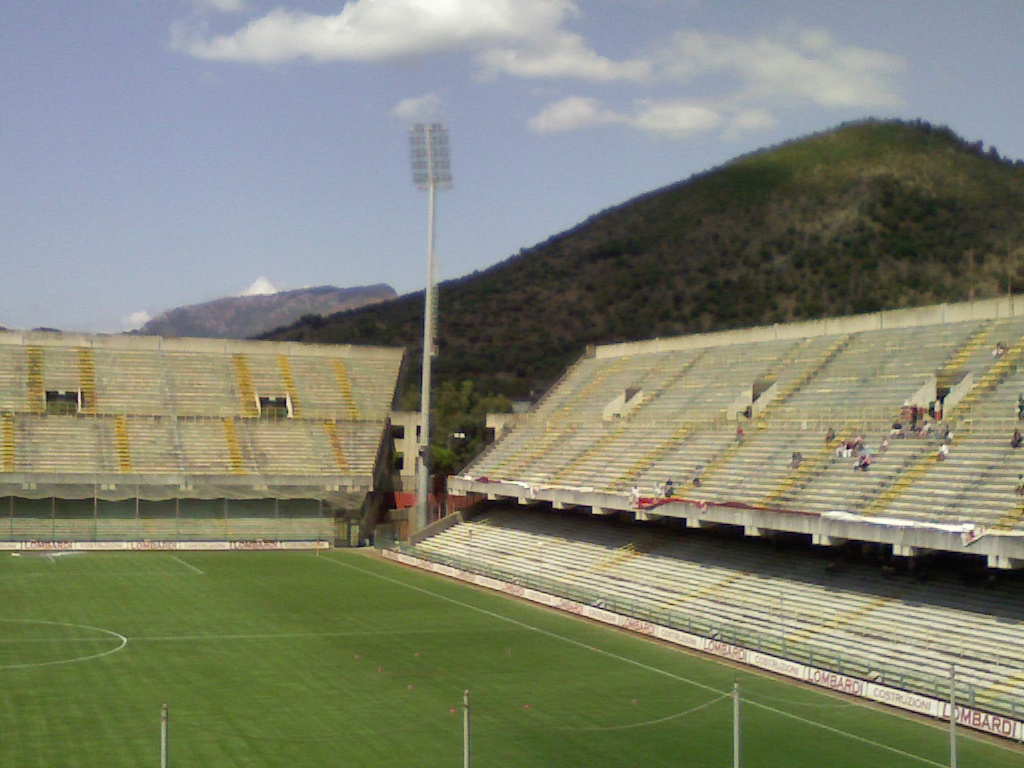
Стадіон зсередини

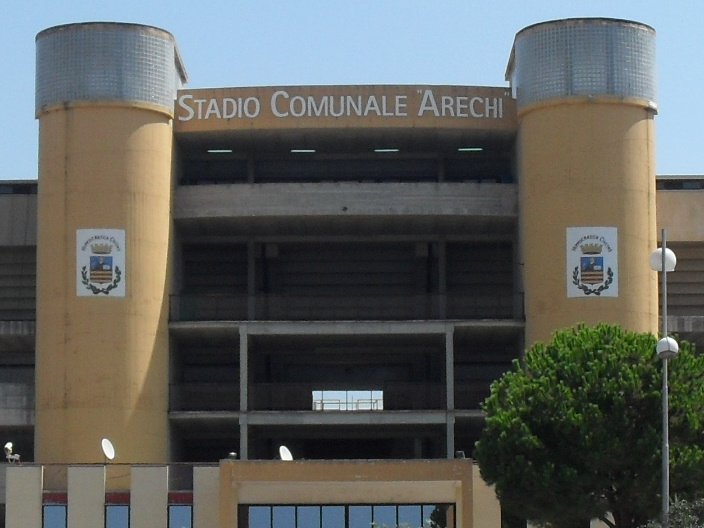
Зовнішній фасад стадіону

Стадіон має прямокутну залізобетонну конструкцію, трибуни розділені на чотири симетричні сектори (по одному для кожної сторони), без кутових з'єднань: вболівальники команди-господаря займають обидві бічні трибуни, а також Curva Sud (з 2010 року носить назву по покійного лідера ультрас Карміне Рінальді), в той час як Curva Nord доступна для вболівальників гостей. Футбольне поле має натуральний трав'яний покрив довжиною 105 метрів і шириною 68. Не маючи бігових доріжок, трибуни впритул наближені до поля.
Спочатку стадіон вміщував 45 000 глядачів, але після змін у зв'язку з реконструкцією 1998 року, місткість була збільшена до 50 000 місць, з яких 205 зарезервовані для журналістів. Потім, в результаті законодавчих змін щодо стадіонів, загальна місткість була скорочена до 38 000 місць (в тому числі 31 300 використовуються).

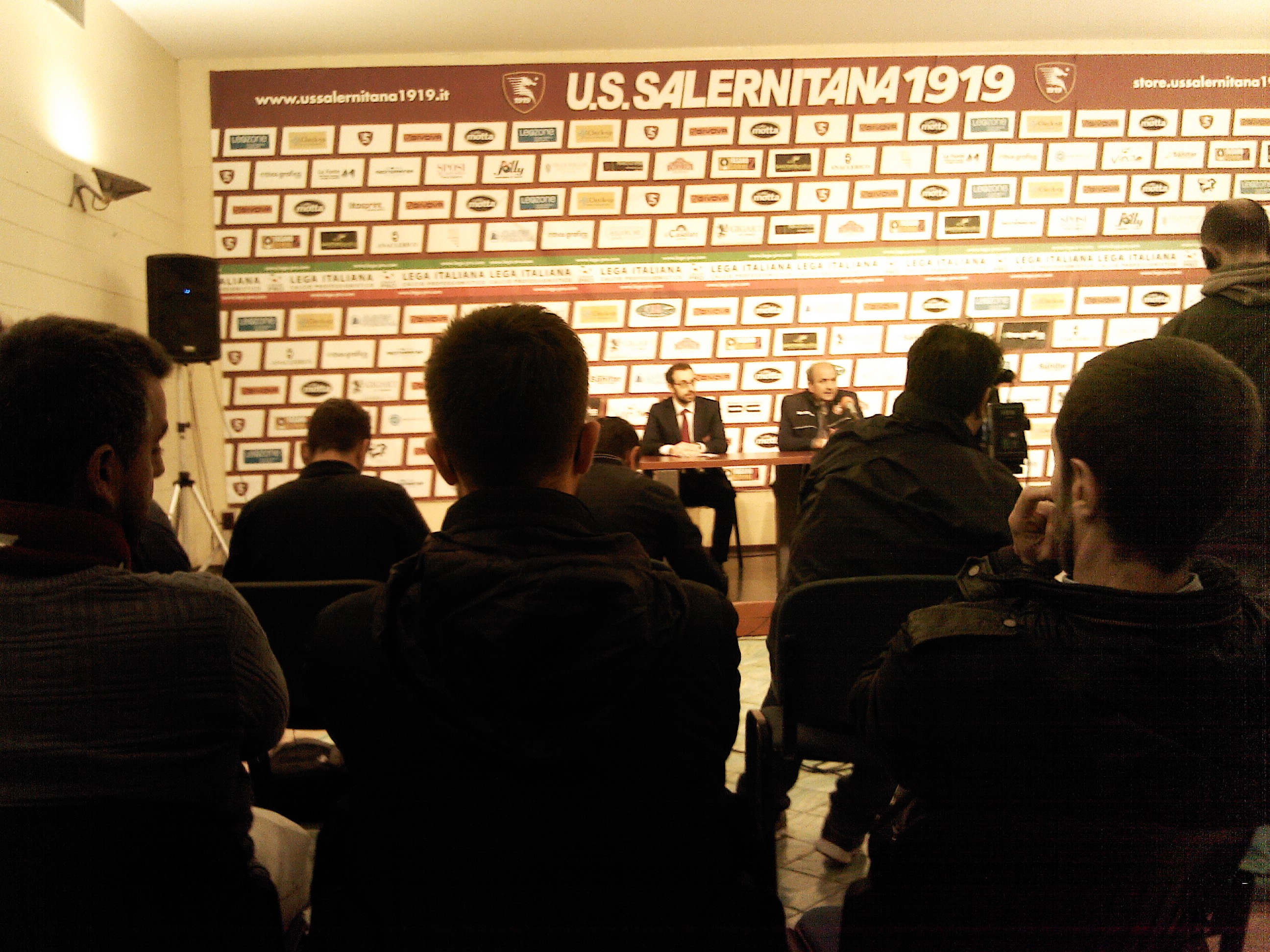
Конференц-зала стадіону

За межами стадіону є великі стоянки для автомобілів; всі входи обладнані турнікетами, встановлені згідно норм так званого «указу Пізану» з безпеки стадіонів, монтажні роботи були розпочаті в лютому 2007 року і завершені в квітні 2008 року.
1 квітня 2012 року, у присутності мера Вінченцо Де Луки і вищого керівництва клубу, була відкрита нова штаб-квартира «Салернітана», що стала знаходитись усередині стадіону.

## Міжнародні матчі

### Збірна Італії
На стадіоні було проведено три матчі Збірної Італії з футболу:
- 1 травня 1991:  Італія —  Угорщина 3:1 (Відбір на Євро-1992)
- 25 березня 1995:  Італія  —  Естонія 4:1 (Відбір на Євро-1996)
- 18 листопада 1998:  Італія  —  Іспанія 2:2 (Товариський матч)

На стадіоні також пройшов скандальний матч Кубка УЄФА: 4 листопада 1998 року між «Фіорентиною» і «Гресгоппером», який завершився технічною поразкою 0:3 для італійської команди та вильотом з турніру.

## Музичні концерти
На стадіоні проводилися різні концерти виконавців, у тому числі:
- Лучано Ліґабуе, 12 липня 2000, тур 1990-2000: 10 anni sulla mia strada[it]
- Васко Россі[it], 1 липня 2001, Stupido Hotel Tour
- Клаудіо Бальоні, липень 2003, Tutto in un abbraccio Tour
- Vasco Rossi, 29 червня 2005,  Buoni o Cattivi Tour
- Vasco Rossi, 27 та 28 червня 2008, Vasco '08 Live in Concert[10]
- Лучано Ліґабуе, 30 липня 2010, Ligabue, Stadi 2010[11]
- Ерос Рамаццотті, 24 липня 2010, Ali e Radici[11]
- Джованотті, 2 липня 2013, Backup Tour - Lorenzo negli stadi 2013[it]
- Лучано Ліґабуе, 23 липня 2014, Mondovisione Tour — Stadi 2014
- Тіціано Ферро, 12 липня 2017, Il Mestiere della Vita Tour

## Транспорт
До стадіону можна дістатися:
- Автобус: Лінія 8[12], Лінія 5[13], Лінія 25[14] і Лінія 27[15].
- Поїздом метро[it], до станції Арекі[it]

## Галерея зображень

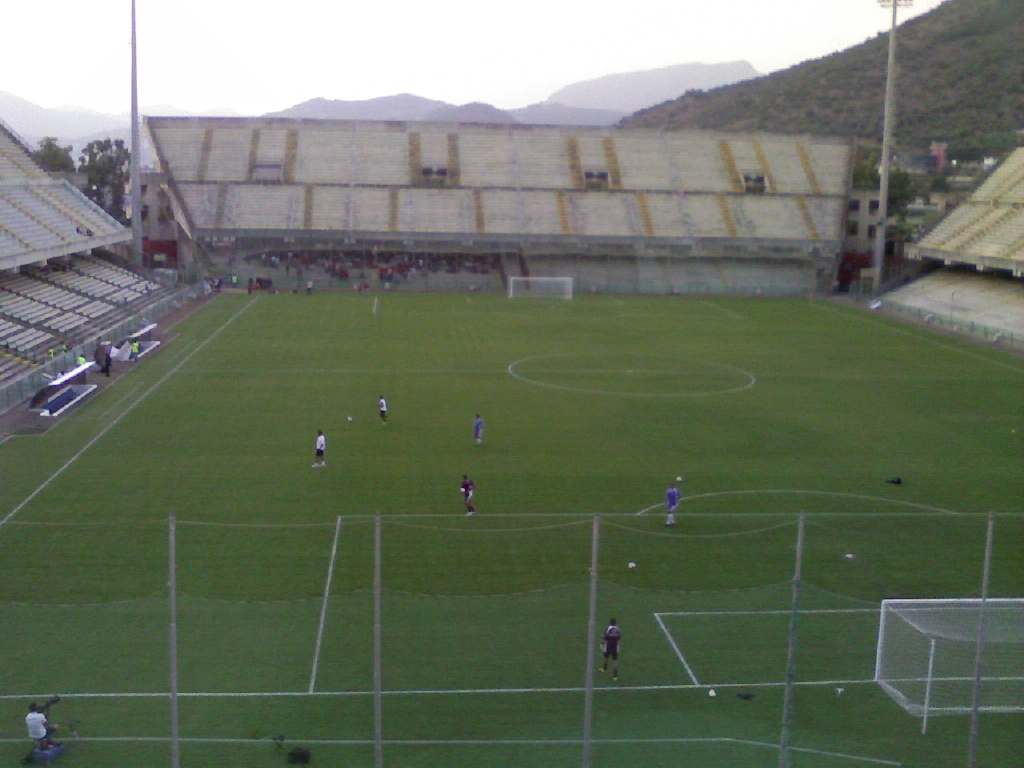
Перед дербі проти «Беневенто» на Кубку Італії 2009/10
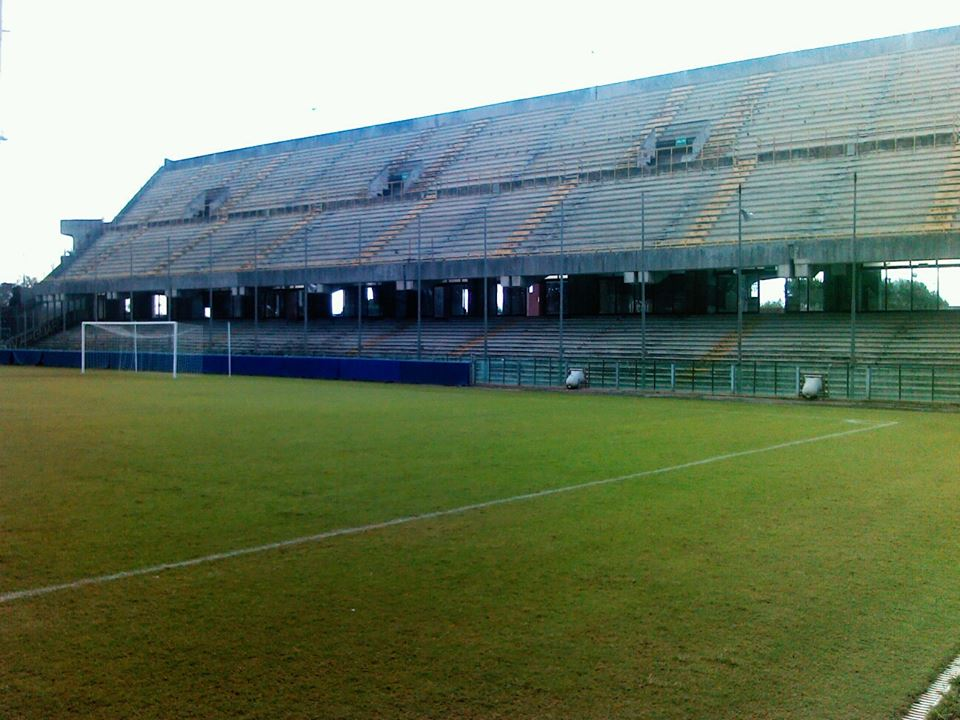
Curva Sud
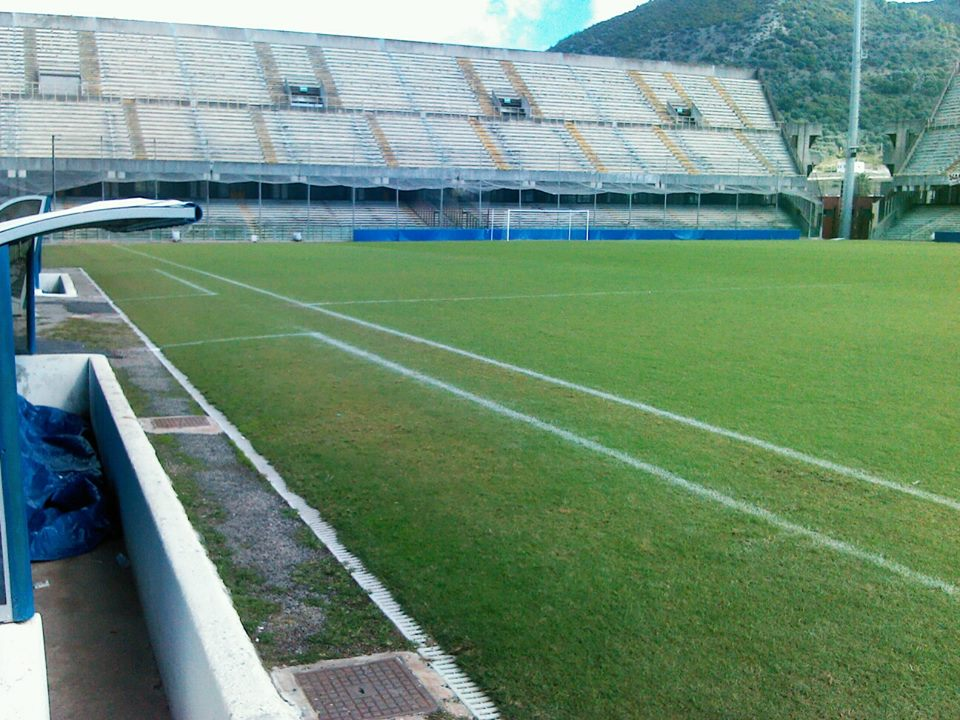
Curva Nord
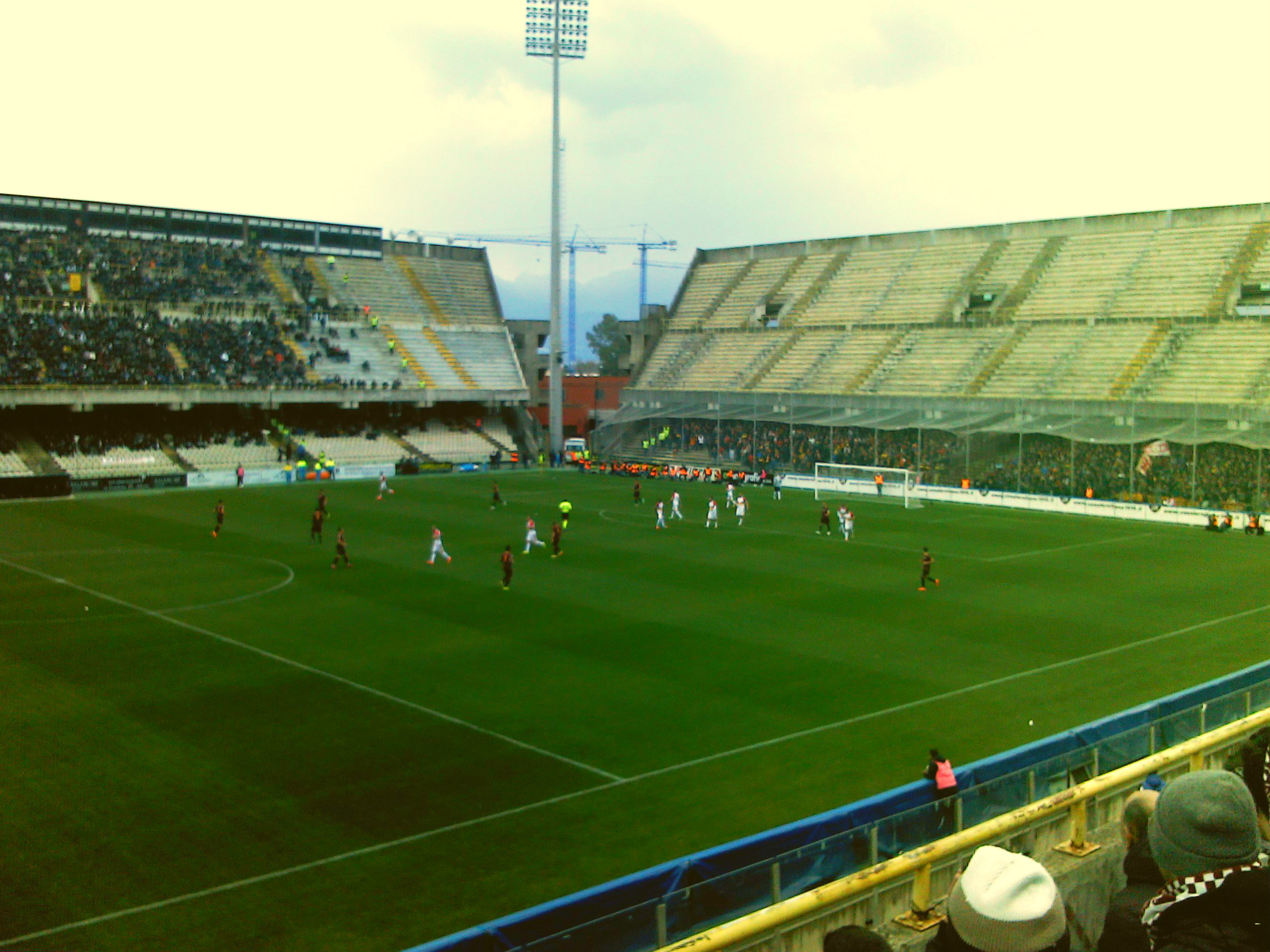
Перед дербі «Салернітана»-«Беневенто»